# Poospiza garleppi
A Poospiza garleppi a madarak osztályának verébalakúak (Passeriformes) rendjébe és a tangarafélék (Thraupidae) családjába tartozó faj.

## Rendszerezése
A fajt Hans von Berlepsch német ornitológus írta le 1893-ban, a Compsospiza nembe Compsospiza garleppi néven. Egyes szervezetek jelenleg is ide sorolják.

## Előfordulása
Bolívia területén, az Andokban honos. Természetes élőhelyei a szubtrópusi és trópusi hegyi esőerdők és cserjések. Állandó, nem vonuló faj.

## Megjelenése
Testhossza 18 centiméter.

## Természetvédelmi helyzete
Az elterjedési területe kicsi, egyedszáma 270-2700 példány közötti és csökken. A Természetvédelmi Világszövetség Vörös listáján mérsékelten fenyegetett fajként szerepel.